# 多勒伦
多勒伦（法語：Dolleren，法語發音：[dɔləʁən] ⓘ）是法国上莱茵省的一个市镇，属于坦恩-盖布维莱尔区。

## 地理
多勒伦（47°48'21"N, 6°55'55"E）面积8.37 平方千米，位于法国大東部大區上莱茵省，该省份为法国东部内陆省份，是阿尔萨斯的一部分，今与下莱茵省组成了阿尔萨斯欧洲集体，其北临下莱茵省，西接孚日省，西南接贝尔福地区省，东侧沿莱茵河与德国相望，南与瑞士接壤。
与多勒伦接壤的市镇（或旧市镇、城区）包括：奥伯布吕克、塞文、基什贝格、拉马德莱娜-瓦勒德桑日、里耶韦斯蒙。
多勒伦的时区为UTC+01:00、UTC+02:00（夏令时）。

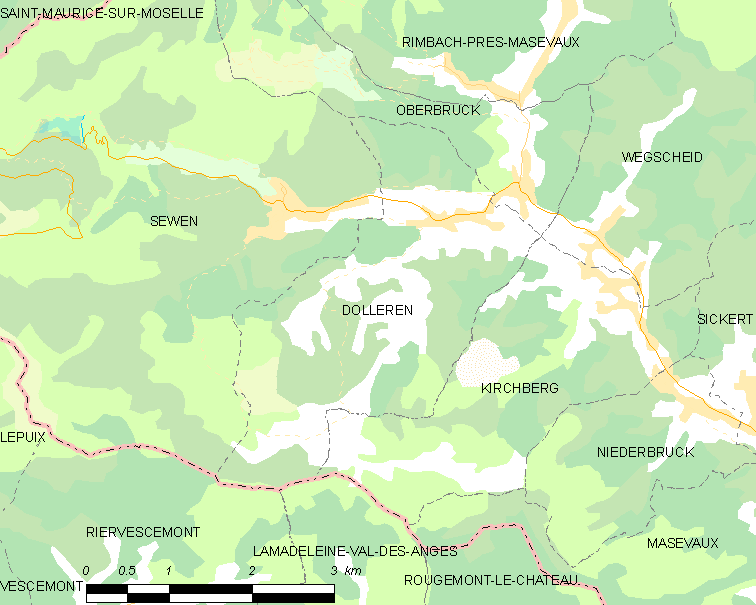
多勒伦的OSM定位图

## 行政
多勒伦的邮政编码为68290，INSEE市镇编码为68073。

## 政治
多勒伦所属的省级选区为马斯沃-尼德布吕克县。

## 人口

1962-2008年间多勒伦人口变化图示

多勒伦于2022年1月1日时的人口数量为460人。